# Социологија архитектуре
Социологија архитектуре је социолошко проучавање изграђене средине и улога архитеката у модерном друштву.
Архитектура се може посматрати из естетског, инжењерског и друштвеног аспекта. Изграђену средину чине дизајниран простор и свакодневне људске активности, две ствари које су повезане и не могу једна без друге. На нама је да разумемо овај међусобни однос и објаснимо га. Друштвених установа има много и оне захтевају функционални простор из ког људи могу да извуку неку корист. Начин пројектовања грађевина који испуњава потребе друштвених установа и уопште потребе друштва представља усаглашеност друштвених аспеката у архитектури.

## Социологија културе
Архитектура је визуелна форма („гешталт”) друштва. У оквиру тога, различити типови градње (архитектура потрошње, мобилности, политике и религије, као и фабрика, затвора, биоскопа, итд.) би могли да постану предмет архитектонске социологије. На пример: како специфична архитектура исказује структуру и принципе датог друштва.

## Класична социологија архитектуре
Социолошка анализа архитектуре може се пронаћи код класичних аутора социологије- Марсел Маус (енг. Marcel Mauss), Волтер Бенџамин (енг. Walter Benjamin), Норберт Елијас, Мајкл Фокалт (енг. Michel Foucault), Ернст Блох, Зигфрид Крацауер (нем. Siegfried Kracauer), Пјер Бурдије, Маурис Халбвац (енг. Maurice Halbwachs), Карел Тајг (енг. Karel Teige) и остали.

## Социологија архитектонских артефаката
Социологија технологије нуди приступ (архитектонским) артефактима. Ова социологија се претежно интересује за ствари техничке природе; уметност није срж ове дисциплине. Перспектива архитектуре артефакта би била питање 'интеракције' архитектуре и предмета: како одређена архитектура сугерише начине, покрете, перцепцију.

## Урбана социологија и социологија простора
Термин друштвени простор користили су Пјер Бурдије и други (за разлику од архитектуре и изграђене средине) у више апстрактном смислу: као друштвено конституисане просторне структуре. Џорџ Симел је основао социологију простора и посматрао је архитектуру друштва.
Симел је открио и урбану социологију у питању специфичних начина живота у великим градовима (Велики градови и духовни живот, 1903). Урбана социологија се примарно бави друштвеним структурама унутар града: њихова гледишта су на пример, процеси сегрегације, урбанизације и пад градова. Сада је фокус истраживања на разликама међу градовима, што је више повезано са социологијом архитектуре. Роналд Даус представља нове концепте у овој области, проучавајући историју већих европских градова.